# Universidade Nacional da Guiné Equatorial
A Universidade Nacional da Guiné Equatorial (UNGE; do espanhol: Universidad Nacional de Guinea Ecuatorial), é uma instituição pública de ensino superior, sendo a principal universidade da República da Guiné Equatorial na África Central.
Conta com um campus principal em Malabo, assim como uma unidade em Bata. Seu atual Reitor é Filiberto Ntutumu Nguema Nchama.

## História
A tradição universitária da UNGE remonta ao período colonial espanhol, quando foram criadas as primeiras escolas superiores do país, ancoradas na preocupação espanhola diante dos diversos movimentos de descolonização que começavam a ganhar corpo no continente africano.

### Do período colonial à independência
O percurso da UNGE começou com o antigo Instituto Colonial Indígena, criado em 30 de março de 1935, com vocação para o ensino técnico. No entanto, foi somente em 6 de agosto de 1943, quando este Instituto foi elevado a Escuela Superior Indígena (ESI), que de fato teve início o ensino superior na Guiné. A partir de 1958 o ESI passa a chamar-se Escuela Superior Santo Tomás de Aquino, mudando novamente de nome, em 1959, para Escuela Superior Provincial. Nesse período o estabelecimento expedia diplomas de administração, magistério (hoje pedagogia) e comércio (hoje ciências econômicas).
Ao passo que o país tornou-se independente, sob o comando do ditador Macías Nguema, a escola foi reformulada, passando a denominar-se em 1971 de Escuela Superior "Martin Luther King" (ESMLK). A escola no entanto ainda não havia conseguido cumprir com um papel formador amplo, fato que só viria ocorrer na década de 1980, com a unificação da ESMLK com a Escola de Magistério de Malabo, permitindo principalmente ampliar a formação de licenciados para lecionar nos níveis primário e secundário.

### Reformas pós-golpe de Obiang
Ao Teodoro Obiang assumir o governo por meio de um golpe de estado, em 1979, buscou expandir o acesso ao ensino supeior, por meio de uma forte cooperação com a UNESCO e com o governo espanhol. Isso culminou na transformação da ESMLK, em 1984, em Escuela Universitaria de Formación del Profesorado de Malabo. Além disso, criou-se, em 1987, a Escuela Nacional de Agricultura (posteriormente Escuela Universitaria de Estudios Agropecuarios, Pesca y Forestal), mediante financiamento do Banco Africano de Desenvolvimento. As reformas educacionais propostas pela UNESCO a Obiang deram origem também à Escuela Universitaria de Formación del Profesorado de Bata e a Escuela Universitaria de Sanidad e Medio Ambiente.

### Formação da UNGE

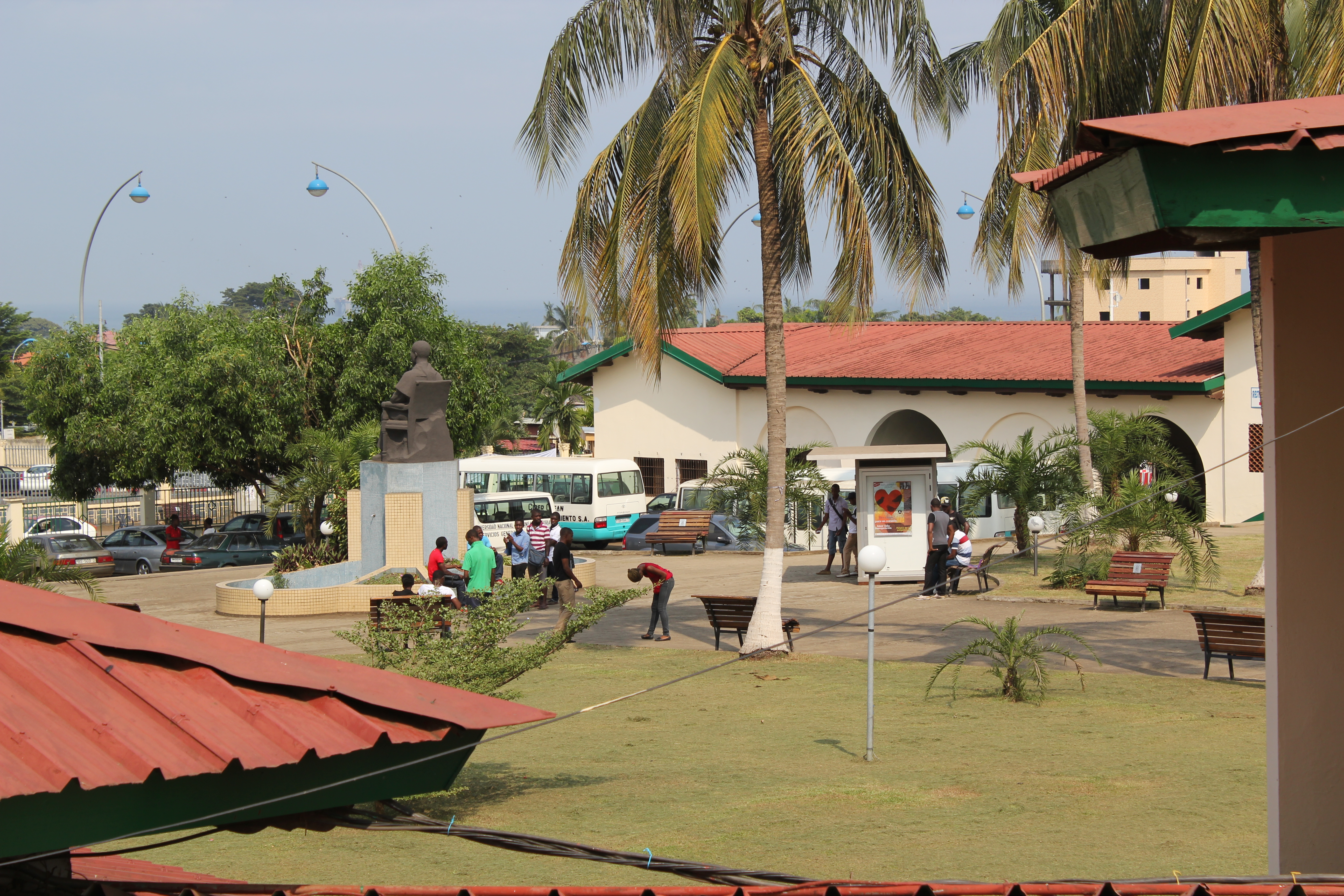
Campus Central da UNGE, em Malabo, em 2011.

Essas quatro escolas deram a possibilidade de amadurecimento do ensino superior ao país, ao passo que formaram importantes quadros técnicos. Diante disso o governo viu a necessidade de implementar uma universidade que viesse federar as instituições.
Nisso criou-se a Universidad Nacional de Guinea Ecuatorial (UNGE; Universidade Nacional da Guiné Equatorial) por meio da Lei Nº 12/1995 de 6 de janeiro de 1995, congregando a:
- Escola Universitária de Formação de Professorado de Malabo;
- Escola Universitária de Estudos Agropecuários, Pesca e Floresta
- Escola Universitária de Formação de Professorado de Bata;
- Escola Universitária de Sanidade e Meio Ambiente.

Em 1998 foi incorporada à estrutura da UNGE a Escola Universitária de Administração e foi criada a Faculdade de Letras e Ciências Sociais. Em 2001 foi criada a Faculdade de Ciências Médicas e a Escola Universitária de Engenharia e Técnica.

## Estrutura orgânica
Em 2015 a universidade se organizava de acordo com a seguinte estrutura orgânica:
- Faculdade de Meio Ambiente;
- Faculdade de Letras e Ciências Sociais;
- Faculdade de Ciências da Educação de Malabo;
- Faculdade de Ciências da Educação de Bata;
- Faculdade de Arquitetura e Engenharia de Bata;
- Faculdade de Ciências Médicas;
- Faculdade de Humanidades e Ciências Religiosas;

A UNGE ainda é composta por 3 escolas universitárias filiadas:
- Escola Universitária de Estudos Agropecuários, Pesca e Floresta "Obiang Nguema Mbasogo" (Faculdade de Engenharias de Malabo);
- Escola Universitária de Administração;
- Escola Universitária de Sanidade e Meio Ambiente.

## Infraestrutura
O Campus Principal, em Malabo, se encontra na Avenida Hassan II. A edificação sede da reitoria foi construída em 1949 e faz parte do patrimônio arquitetônico da nação. A residência do campus da Malabo tem uma capacidade de 200 lugares. A universidade possui uma subsede da reitoria em Bata.
A universidade ainda é uma das responsáveis pela Reserva Científica da Caldeira de Luba, desenvolvendo muitos projetos investigativos ali, principalmente sobre a população de primatas do local. Na investigação e divulgação científica, mantém o periódico "Modjo Muan Nan".
Mantém a equipa poliesportiva Deportivo UNGE.

## Cooperação internacional
A UNGE tem assinado vários acordos com várias universidades espanholas, como a Universidade Nacional de Educação à Distância, a Universidade Miguel Hernández de Elche e a Universidade de Alcalá de Henares.

## Reitores
| Nome                            | Mandato                                   | Afiliação                                                       | Forma de eleição       |
| ------------------------------- | ----------------------------------------- | --------------------------------------------------------------- | ---------------------- |
| Maria Teresa Avoro Nguema Ebana | 6 de janeiro de 1995 - 1996               | Escola Universitária de Formação de Professorado de Malabo      | Indicação presidencial |
| Federico Edjo Ovono             | 1996 - 20 de agosto de 2003               | Escola Universitária de Estudos Agropecuários, Pesca e Floresta | Indicação presidencial |
| Carlos Nse Nsuga                | 20 de agosto de 2003 a 9 de abril de 2015 | Faculdade de Ciências da Educação de Malabo                     | Indicação presidencial |
| Filiberto Ntutumu Nguema Nchama | 9 de abril de 2015 a atualidade           | Escola Universitária de Estudos Agropecuários, Pesca e Floresta | Indicação presidencial |

## Pessoas notáveis
- Morgades Besari (ex-professora universitária) - filósofa, escritora e diplomata;
- Gustau Nerín (professor universitário) - antropólogo;
- Rafael Upiñalo (alumnus da ESI) - pedagogo e político.